# Linia kolejowa Mohylew – Żłobin
Linia kolejowa Mohylew – Żłobin – linia kolejowa na Białorusi łącząca stację Mohylew I ze stacją Żłobin. Jest to fragment linii Witebsk – Orsza – Mohylew – Żłobin.
Linia położona jest w obwodach mohylewskim i homelskim.
Linia jest niezelektryfikowana, z wyjątkiem odcinka Depouski – Żłobin. W większości jest jednotorowa. Dwutorowe są odcinki Mohylew I - Mohylew II oraz Żłobin Północny - Żłobin.